# 謝胡布爾

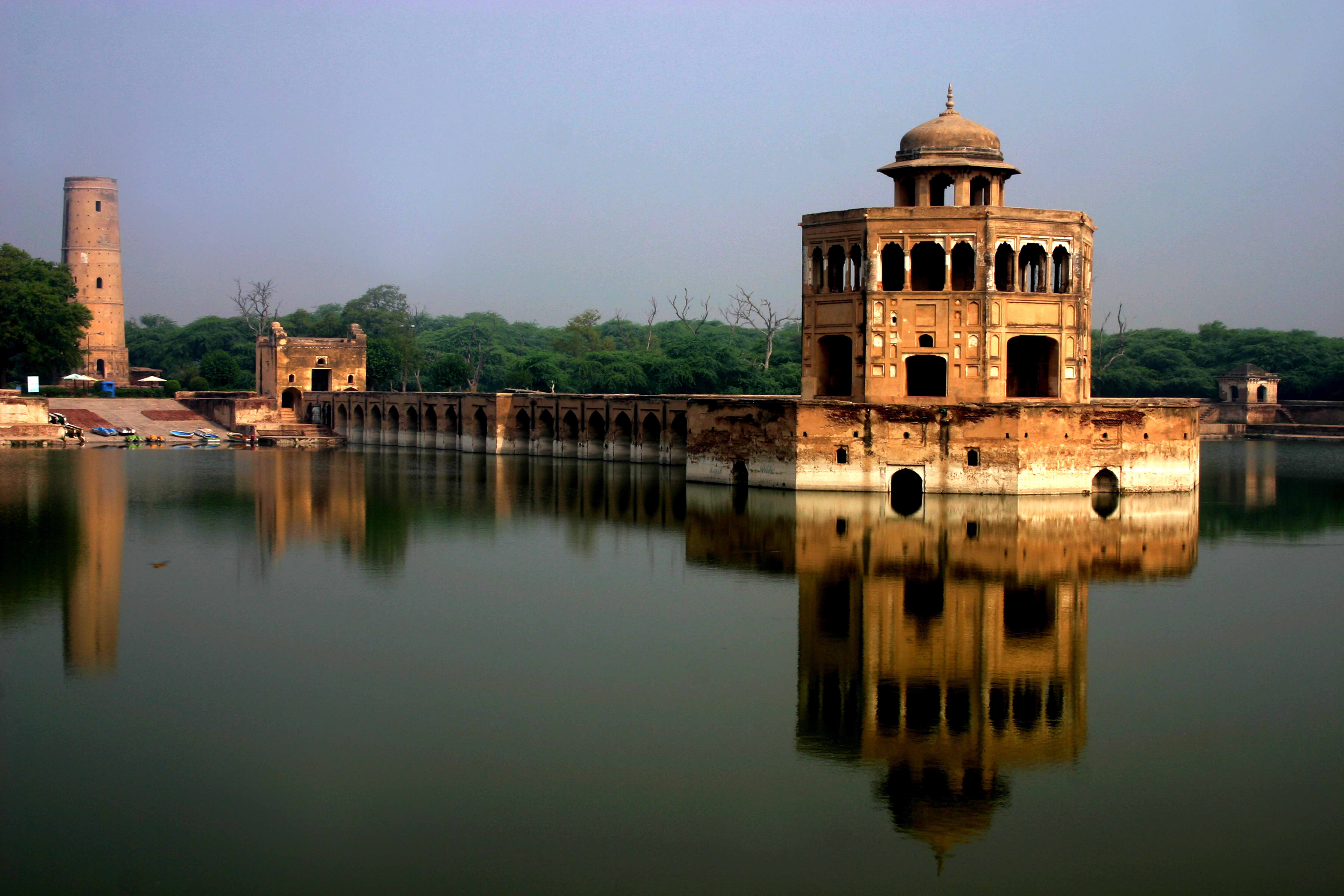
謝胡布爾

謝胡布爾是巴基斯坦的城市，由旁遮普省負責管轄，位於該國東部，距離首府拉合爾35公里，面積5,960平方公里，海拔高度236米，2011年人口657,000。

## 外部連結
- content-usa.cricinfo.com （页面存档备份，存于）